# Герцог Отрантский
Герцог Отрантский (фр. Duc d'Otrante) — наследственный и номинальный титул в дворянстве Первой Французской империи (Первая Французская республика), который был вручён в 1808 году Наполеон I (Первый консул Французской Республики) государственном деятелю и министру полиции Жозефу Фуше (1759—1820), который ранее был сделан графом Французской империи.
Герцогство было названо в честь города Отранто на восточном побережье полуострова Салентина в Италии и создано — под французским названием «Otrante» (Отранте) — как duché grand-fief (редкий, наследственной, но с номинальной честью и статусом, фактически являлся лишь в статусе должности, был оформлен для престижа и статусности) как сателлит Неаполитанского королевства (фактически амтом и феодом не владели, графства как такового не существовало).
Герцогский дом Фуше Отрантский сохранился в королевстве Швеция (Наполеону I декретами 1806—1808 гг. создал новое дворянство. В уголовном кодексе 1810 г. налагалось наказание за незаконное присвоение дворянских титулов. Хартия 1814 г. хотя и провозгласила принцип равенства всех перед законом, тем не менее позволила старому дворянству возобновить, а новому — удержать свои титулы. Королю предоставлено было право жаловать дворянство, однако, без освобождения от повинностей и без привилегий), где герцоги жили с XIX века, и считаются частью интродуцированного (без суверенных прав и прав собственности, фактически неся под собой сугубо — декоративные функции) дворянства. С 2011 года титулы принадлежат Шарлю Луи Арману Фуше Отрантскому, восьмому герцогу Отрантскому (родился в Стокгольме, 14 марта 1986 года).

## Список герцогов Отранто
- 1809—1820: Жозеф Фуше (21 мая 1759 — 26 декабря 1820), граф Фуше, 1-й герцог Отранто.
- 1820—1862: Жозеф-Либерте Фуше д’Отранте (22 июля 1796 — 31 декабря 1862), 2-й герцог Отранто, старший сын предыдущего.
- 1862—1878: Арман Франсуа Кириак Фуше д’Отранте (25 марта 1800 — 26 ноября 1878), 3-й герцог Отранто, младший брат предыдущего.
- 1878—1886: Поль Атаназ Фуше д’Отранте (25 июня 1801 — 10 февраля 1886), 4-й герцог Отранто, младший брат предыдущего.
- 1886—1910: Гюстав Арман Фуше д’Отранте (17 июня 1840 — 5 августа 1910), 5-й герцог Отранто, старший сын предыдущего.
- 1910—1950: Шарль Луи Фуше д’Отранте (21 июня 1877 — 31 мая 1950), 6-й герцог Отранто, сын предыдущего.
- 1950—1995: Гюстав Дуглас Арман Фуше д’Отранте (27 ноября 1912 — 31 января 1995), 7-й герцог Отранто, старший сын предыдущего.
- 1995 — н. в.: Шарль-Луи Фуше д’Отранте (род. 14 марта 1986), 8-й герцог Отранто, единственный сын предыдущего.